# Thợ săn quỷ Kpop
Thợ săn quỷ Kpop (tựa gốc: KPop Demon Hunters) là một bộ phim hoạt hình nhạc kịch kỳ ảo của Mỹ sản xuất bởi Sony Pictures Animation và phát hành bởi Netflix vào năm 2025. Bộ phim được Maggie Kang và Chris Appelhans đạo diễn từ kịch bản mà họ đồng sáng tác với Danya Jimenez và Hannah McMechan, dựa trên một câu chuyện mà Kang đã sáng tác trước đó. Phim có sự tham gia lồng tiếng của Arden Cho, Ahn Hyo-seop, May Hong, Ji-young Yoo, Yunjin Kim, Daniel Dae Kim, Ken Jeong và Lee Byung-hun.  Bộ phim kể về Huntr/x, một nhóm nhạc nữ K-pop trong đó các thành viên đồng thời là thợ săn quỷ; họ phải đối đầu với nhóm nhạc nam Saja Boys, trong đó các thành viên là quỷ đội lốt người.
Thợ săn quỷ Kpop ra đời từ mong muốn tạo nên một câu chuyện lấy cảm hứng từ nguồn gốc Hàn Quốc của Kang, trong đó kết hợp các yếu tố thần thoại, ma quỷ học và K-pop để tạo nên một bộ phim độc đáo về hình ảnh và mang đậm bản sắc văn hóa. Sony Pictures Animation được cho là sẽ sản xuất bộ phim vào tháng 3 năm 2021, với sự tham gia của toàn bộ đội ngũ sáng tạo. Phần hoạt hình được Sony Pictures Imageworks thực hiện và mang đậm ảnh hưởng của ánh sáng concert, nhiếp ảnh biên tập, nhạc phim, cùng với anime và phim truyền hình Hàn Quốc. Nhạc phim bao gồm các bài hát gốc của nhiều ca sĩ, với Marcelo Zarvos biên soạn nhạc nền.
Thợ săn quỷ Kpop được phát hành vào ngày 20 tháng 6 năm 2025 trên Netflix và nhận được nhiều lời khen ngợi từ giới phê bình; họ dành lời khen cho phần hoạt họa, phong cách hình ảnh, lồng tiếng, cốt truyện, sự hài hước, chiều sâu cảm xúc và âm nhạc. Album nhạc phim cũng đạt được thành công vang dội và lọt vào danh sách top 10 trên nhiều bảng xếp hạng âm nhạc và các nền tảng âm nhạc phát trực tuyến.

## Nội dung
Trong nhiều thế kỷ, ác quỷ săn đuổi con người và đánh cắp linh hồn cho kẻ thống trị Gwi-Ma. Một nhóm ba người phụ nữ nổi lên là những thợ săn quỷ và phong ấn lũ quỷ khỏi thế giới loài người bằng cách tạo ra một rào chắn ma thuật được gọi là kết giới Honmoon. Di sản của họ được lưu truyền qua nhiều thế hệ, với mỗi bộ ba mới sử dụng giọng hát của mình để duy trì kết giới này cho đến khi trở thành kết giới Honmoon Hoàng Kim – một phong ấn sẽ vĩnh viễn trục xuất lũ quỷ khỏi thế giới.
Vào thời điểm hiện tại, nhóm nhạc nữ K-pop Huntr/x – gồm ba thành viên Rumi, Mira và Zoey – là những thợ săn quỷ dưới sự dẫn dắt của Celine, một thợ săn tiền nhiệm và là người đã nuôi dưỡng Rumi từ nhỏ. Sau khi hoàn thành chuyến lưu diễn vòng quanh thế giới, Huntr/x phát hành và chuẩn bị cho buổi biểu diễn trực tiếp đầu tiên của đĩa đơn mới mang tên "Golden" cho đến khi Rumi bắt đầu mất giọng vì cô là người lai quỷ, một bí mật mà chỉ Celine biết. Khi còn nhỏ, Celine từng nói với Rumi rằng việc hoàn thiện kết giới Honmoon có thể sẽ xóa bỏ dấu ấn quỷ của cô.
Ở thế giới quỷ, quỷ vương Gwi-Ma tỏ ra giận dữ trước sự yếu đuối của lũ quỷ tay sai. Trong lúc này, một con quỷ tên Jinu đã đề xuất một chiến lược mới là thành lập một nhóm nhạc nam K-pop mang tên Saja Boys nhằm giành người hâm mộ từ Huntr/x và làm suy yếu kết giới Honmoon, đổi lại Gwi-Ma sẽ xóa ký ức của hắn khi còn là người. Huntr/x chạm trán Saja Boys và nhanh chóng phát hiện ra bản chất thật sự của họ, nhưng lại không ngăn chặn họ kịp thời trong một cuộc xung đột. Jinu phát hiện ra bản chất quỷ dữ của Rumi trong lúc họ chiến đấu, nhưng anh đã che giấu vết quỷ của cô khỏi các thành viên còn lại trong nhóm.
Trong lúc hẹn gặp riêng, Jinu đã kể với Rumi rằng lũ quỷ bị nô lệ bởi cảm giác xấu hổ và đau buồn thông qua giọng nói của Gwi-Ma. Anh tiết lộ rằng 400 năm trước, Gwi-Ma đã ban cho anh một giọng nói giúp anh và gia đình thoát khỏi cảnh nghèo khó, nhưng sau đó lại đày đọa anh xuống cõi quỷ; Jinu giờ đây sống trong tội lỗi về sự đổ vỡ theo sau của gia đình mình.
Khi giải Idol Awards đang cận kề, Huntr/x nhanh chóng viết một bài hát mới mang tên "Takedown" nhằm phơi bày nhóm Saja Boys trong khi nhóm nhạc kia đang ngày càng nổi tiếng. Mira bắt đầu nghi ngờ Rumi khi cô thắc mắc về tính thù ghét của bài "Takedown" đối với quỷ dữ hay không. Giằng xé giữa hai thân phận, Rumi đã đề xuất một kế hoạch với Jinu: nếu anh giúp Huntr/x giành chiến thắng tại Giải Idol Awards nhằm củng cố kết giới Honmoon, đổi lại thì anh có thể tự do ở lại thế giới loài người.
Khi Honmoon suy yếu và ngày càng nhiều người bị quỷ đánh cắp linh hồn, Mira khăng khăng với Rumi rằng họ nên dành thời gian cứu người thay vì viết lại bài "Takedown". Rumi tâm sự với Jinu rằng nỗi hổ thẹn về gốc gác của mình đã làm suy yếu giọng nói của cô, nhưng giọng nói của cô đã trở lại bình thường sau khi nói chuyện với anh. Jinu thì nói rằng anh không còn nghe thấy những tiếng thì thầm, và đồng ý sẽ phá nhóm Saja Boys. Tuy nhiên, Gwi-Ma triệu hồi Jinu, nhắc nhở anh về thỏa thuận của họ và sự thật mà anh che giấu – rằng anh đã tự nguyện bỏ rơi gia đình khi nổi tiếng – trước khi đe dọa sẽ mang lại những giọng nói dày vò đó nếu không làm theo lệnh của hắn.
Tại lễ trao giải Idol Awards, nhóm Saja Boys đã không xuất hiện, và Huntr/x đã biểu diễn ca khúc "Golden" nhằm lan tỏa thông điệp đoàn kết thay vì hận thù. Tuy nhiên, những con quỷ giả mạo do Jinu phái đến đã tách Mira và Zoey khỏi Rumi, sau đó giả dạng họ để lừa Rumi biểu diễn "Takedown", trong đó chúng tiết lộ dấu ấn quỷ của cô cho đám đông. Cô chạy trốn khỏi sân khấu và chạm trán Mira và Zoey thật; họ cảm thấy bị phản bội khi biết về nguồn gốc của cô và sự thông đồng với Jinu. Rumi đối chất với Jinu vì đã lừa dối cô, và anh thừa nhận đã nói dối về quá khứ của mình.
Gwi-Ma thôi miên Mira, Zoey và đám đông, lôi kéo họ đến buổi biểu diễn cuối cùng của Saja Boys, vốn được thiết kế để phá hủy kết giới Honmoon và giải phóng hắn. Trong khi đó, Rumi gặp Celine và nhờ cô giết mình vì mang trong người dòng máu quỷ. Celine từ chối và đề xuất giấu mọi chuyện, nhưng Rumi nổi giận vì Celine chưa bao giờ thật sự yêu thương mình trước khi bỏ đi.
Rumi gián đoạn màn trình diễn của Saja Boys bằng một bài hát mới kể về sự hổ thẹn và sợ hãi, phá vỡ trạng thái thôi miên của Gwi-Ma. Sau khi đoàn tụ, Huntr/x chiến đấu và giải thoát đám đông. Jinu đã hy sinh bản thân để cứu Rumi khỏi Gwi-Ma và gửi cô linh hồn của anh; Huntr/x được tiếp sức và đánh bại Gwi-Ma và Saja Boys, cuối cùng phong ấn lũ quỷ và tạo ra một kết giới Honmoon mới.
Sau đó, Rumi, không còn hổ thẹn về những vết sẹo trên người, thư giãn cùng Mira và Zoey. Huntr/x sau đó xuất hiện trở lại trước công chúng để gặp người hâm mộ.

## Diễn viên lồng tiếng
- Arden Cho trong vai Rumi, người hát dẫn dắt và trưởng nhóm Huntr/x; cô sử dụng thanh kiếm saingeom khi chiến đấu.[6][7] Cô có cha là quỷ và người mẹ quá cố là Ryu Mi-yeong, một thợ săn quỷ tiền nhiệm.[8][9]
  - Ejae là giọng ca của Rumi
  - Rumi Oak trong vai Rumi lúc trẻ và người hâm mộ nhỏ tuổi
- Ahn Hyo-seop trong vai Jinu, trưởng nhóm của Saja Boys và là một con quỷ bị quá khứ ám ảnh. Anh đi cùng một con hổ xanh và một con chim ác với sáu mắt.[10]
  - Andrew Choi là giọng ca của Jinu
- May Hong trong vai Mira, visual và nhảy chính của Huntr/x;[9] cô dùng giáo "gokdo" khi chiến đấu.[6][7] Mira xuất thân trong một gia đình giàu có và bị coi là "cừu đen" trong gia đình vì tính nổi loạn của cô.
  - Audrey Nuna là giọng ca của Mira
- Ji-young Yoo trong vai Zoey, rapper chính và maknae của Huntr/x; cô dùng dao sinkal khi chiến đấu.[6][7] Zoey là người Mỹ gốc Hàn lớn lên ở Burbank, California.
  - Rei Ami là giọng ca của Zoey
- Yunjin Kim trong vai Celine, một thợ săn quỷ tiền nhiệm nuôi nấng Rumi.[9]
  - Lea Salonga là giọng ca của Celine[11]
- Joel Kim Booster trong vai Romance Saja
  - Samuil Lee là giọng ca của Romance Saja
  - Người dẫn chương trình tạp kỹ 1
  - Người dẫn chương trình Idol
- Alan Lee trong vai Mystery Saja[12]
  - Kevin Woo là giọng ca của Mystery Saja
- SungWon Cho trong vai Abs Saja[13][14][b]
  - Neckwav là giọng ca của Abs Saja
- Danny Chung là giọng ca của Baby Saja
- Liza Koshy trong vai Người dẫn chương trình
- Daniel Dae Kim trong vai bác sĩ Han.
- Ken Jeong trong vai Bobby, quản lý và đại diện của Huntr/x
- Lee Byung-hun trong vai quỷ vương Gwi-Ma. Lee đóng lại vai này trong bản lồng tiếng Hàn của bộ phim.[15][16]

## Sản xuất

### Phát triển
Vào tháng 3 năm 2021, có thông tin cho rằng một bộ phim có tựa đề tạm thời là K-Pop: Demon Hunters đang được Sony Pictures Animation thực hiện. Bộ phim sẽ được Maggie Kang và Chris Appelhans đạo diễn, Hannah McMechan và Danya Jimenez biên kịch, còn Aron Warner và Michelle LM Wong đảm nhiệm việc sản xuất. Mingjue Helen Chen và Ami Thompson cũng được công bố lần lượt là nhà thiết kế sản xuất và giám đốc mảng nghệ thuật của bộ phim.
Bộ phim được hình thành từ ý tưởng của Kang, người mong muốn tạo ra một tác phẩm “lấy bối cảnh văn hóa Hàn Quốc”; cô đã “đào sâu vào thần thoại và quỷ học để tìm ra điều gì đó có thể tạo nên sự độc đáo về mặt hình ảnh” so với các sản phẩm “truyền thông đại chúng” thông thường. Cô cũng gọi bộ phim là "thư tình gửi K-Pop" và "di sản Hàn Quốc" của mình. Về thiết kế nhân vật, Kang nhấn mạnh mong muốn tạo sự khác biệt với "các nữ siêu anh hùng Marvel chỉ gợi cảm và ngầu" và thay vào đó là "những cô gái bụng phệ, hay ợ hơi, thô lỗ, ngớ ngẩn và vui nhộn" từ đó tạo ra " một thứ  bao hàm tất cả các yếu tố đó". Cô cũng chịu ảnh hưởng bởi "cách Bong Joon-ho kết hợp nhiều tông màu khác nhau trong phim của mình đến mức chúng có cảm giác rất sống động". Appelhans tham gia sau khi Kang kể với anh ý tưởng ban đầu của cô cho bộ phim; anh dự định sẽ nghỉ ngơi một thời gian dài sau khi đạo diễn Ước nguyện thần long (2021). Appelhans nói rằng anh luôn muốn làm một bộ phim về sức mạnh của âm nhạc – để gắn kết con người, mang lại niềm vui và xây dựng cộng đồng." Kang giải thích rằng khi phát triển lịch sử của những người săn quỷ, họ quyết định nhập vai vào "những người phụ nữ pháp sư trong văn hóa Hàn Quốc" vì theo truyền thống, những người phụ nữ này sẽ "hát và khiêu vũ để bảo vệ ngôi làng và cộng đồng của họ".
Ba thành viên của Huntr/x được mô phỏng theo các nhóm nhạc K-pop nữ như Itzy, Blackpink và Twice. Kang nhận xét rằng 2NE1 và Blackpink đã cho cô nguồn cảm hứng ban đầu. Nhân vật Mira được lấy cảm hứng từ người mẫu Hàn Quốc Ahn So-yeon. Saja Boys được lấy cảm hứng từ các nhóm nhạc nam Hàn Quốc như Tomorrow X Together, BTS, Stray Kids, Ateez, BigBang và Monsta X. Nam diễn viên kiêm ca sĩ người Hàn Quốc Cha Eun-woo là người có ảnh hưởng quan trọng đối với Jinu, trưởng nhóm của nhóm. Jinu là thành viên duy nhất trong nhóm "có tên thật" trong khi "các thành viên còn lại trong nhóm mang tên các nguyên mẫu trong K-pop". Baek Byung-yeul của The Korea Times cho biết phong cách của cả hai nhóm đều liên quan đến "quá khứ và hiện tại của Hàn Quốc" – các thành viên của Huntr/x "đeo dây chuyền 'norigae' tích hợp vào thời trang K-pop hiện đại, trong khi Saja Boys biểu diễn trong trang phục hanbok đen và mũ lông ngựa truyền thống cho bài hát 'Your Idol' của họ, gợi lên hình ảnh của jeoseung saja, tử thần trong văn hóa dân gian Hàn Quốc". Ngoài ra, vũ khí mà Huntr/x sử dụng có nguồn gốc từ "các vật thể truyền thống của Hàn Quốc". Kang đã nhấn mạnh hành trình hình ảnh trong thiết kế nhân vật như Saja Boys bắt đầu bằng "hình ảnh kẹo cao su bong bóng ngọt ngào" và chuyển sang tối hơn cho đến khi họ "trông giống hình tượng Thần chết đội mũ". Appelhans cho biết một trong những thách thức lớn trong khâu thiết kế là phần trang phục, bởi chúng cũng đóng vai trò như những “mấu chốt cốt truyện”. Ông đặc biệt nhấn mạnh bộ đồ màu vàng trong tiết mục "Golden" tượng trưng cho "giấc mơ kiểu MacGuffin" – lý tưởng mà Huntr/x theo đuổi về sự hoàn hảo và "không thể bị chỉ trích". Tuy nhiên, đến cuối hồi hai, lý tưởng đó được thể hiện một cách trực quan là đã tan vỡ, khi "Rumi đứng đó" và giấc mơ ấy “bị xé vụn theo cả nghĩa đen lẫn hình ảnh.”

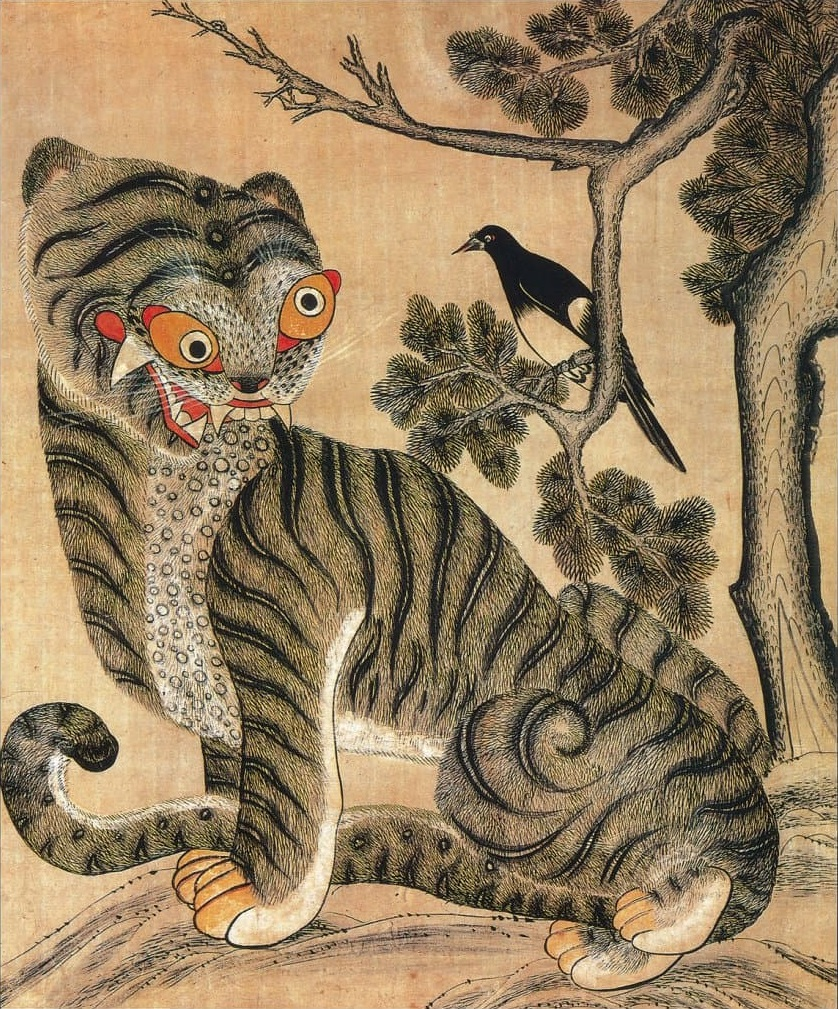
Tranh dân gian con hổ và chim ác là của Hàn Quốc

Viết cho Salon, Hanh Nguyen nhấn mạnh rằng con hổ và chim ác mà Jinu nuôi - mà đội ngũ sáng tạo gọi lần lượt là Derpy và Sussy – được dựa trên minhwa, "một phong cách nghệ thuật dân gian Hàn Quốc phổ biến trong [thời Joseon], trong đó thể loại Hojak-do chủ yếu mô tả hình ảnh con hổ, chim ác là và cây thông"; cách miêu tả những loài động vật này cùng nhau đã thay đổi theo thời gian "trở nên châm biếm hơn vào thế kỷ 17". Park Han-sol của The Korea Times đã viết rằng minhwa thường "kỳ quặc" với "những chi tiết tinh nghịch" và cách miêu tả hổ và chim ác là đã đưa ra "một cú chọc ghẹo vui tươi đối với những người nắm quyền". Cô bình luận rằng trò đùa của bộ phim về con chim ác là ăn trộm mũ của hổ "giống như một cái gật đầu trìu mến cho trò đùa hình ảnh dài tập". Họa sĩ truyện Radford Sechrist giải thích rằng "màu xanh lam tươi sáng của Derpy" có thể bắt nguồn từ việc nhà thiết kế sản xuất Helen Mingjue Chen muốn mang đến cho "con hổ một cảm giác kỳ diệu hơn" và xác nhận rằng Sussy có "tổng cộng sáu mắt với ba mắt mỗi bên". Kang nhận xét rằng Derpy ban đầu được khắc họa là một "nhân vật vui nhộn" không có vai trò rõ ràng, tuy nhiên, họ không muốn nó chỉ là "một bạn đồng hành". Nhóm làm phim lấy ý tưởng từ bức tranh vẽ “một bức tượng hổ đang hóa thành hổ thật” bên cạnh Jinu mặc áo sơ mi mở cúc của Chen. Từ đó nảy ra ý tưởng cho Derpy – ban đầu là thú cưng của Jinu, dần dần trở thành “một cái hộp thư di động” giúp các nhân vật liên lạc với nhau, “và rồi chú chim cũng nhập hội theo sau.” Kang cũng tuyên bố rằng trong khi các loài động vật "sống giữa hai thế giới này", chúng không phải là quỷ và điều đó vẫn còn là ẩn số.
Nhóm làm phim được truyền cảm hứng từ một bức tranh của Chen vẽ “một bức tượng hổ đang hóa thành hổ thật” bên cạnh Jinu mặc áo sơ mi mở cúc. Từ đó nảy ra ý tưởng cho Derpy – ban đầu là thú cưng của Jinu, sau này dần trở thành “một cái hộp thư di động” giúp các nhân vật liên lạc với nhau, “và rồi chú chim cũng nhập hội theo sau.”

### Tuyển vai
Vào tháng 4 năm 2025, có thông tin cho rằng Ji-young Yoo sẽ đóng vai Zoey trong bộ phim. Phần còn lại của dàn diễn viên được công bố vào cuối tháng 4 cùng năm.

### Hoạt hình
Bộ phim được Sony Pictures Imageworks hoạt hình hóa tại cả hai cơ sở Vancouver và Montreal với Josh Beveridge là người đứng đầu mảng hoạt hình nhân vật. Appelhans nhấn mạnh đến nguồn cảm hứng từ "video ca nhạc, nhiếp ảnh biên tập, phim truyền hình Hàn Quốc, ánh sáng hòa nhạc, [và] một chút anime". Kang nói rằng sau khi xem các bộ phim Spider-Verse của Sony, được hoạt hình theo "phong cách lai 2D-3D", chúng tôi đã quyết định "bỏ mọi yếu tố 2D trong phim của chúng tôi" và "[lấy] rất nhiều cảm hứng từ khuôn mặt và diện mạo và cảm nhận của anime" nhằm thực hiện "phiên bản CG của nó". Beveridge cũng cho rằng nguồn cảm hứng từ "thẩm mỹ 2D nhưng với ngôn ngữ ba chiều" có thể mang đến "hình ảnh đồ họa rất táo bạo" cho bộ phim. Ngoài ra, Beveridge cũng nhấn mạnh việc thay đổi nét mặt của các nhân vật để phù hợp với sắc thái của bộ phim, chẳng hạn như những “khoảnh khắc siêu hào nhoáng” khi “họ cần toát lên vẻ của các ngôi sao nhạc pop trong một thế giới hoạt hình”, hay “cảnh hoạt hình hung hăng” với “khuôn mặt mang nhiều nét vẽ chi tiết, sắc bén hơn”, và những khoảnh khắc “cực kỳ lố bịch” được gọi là “Chibi, hoặc demi-Chibi”, khi các nhân vật có các “đặc điểm siêu dễ thương và phóng đại”. Kang nhấn mạnh nỗ lực của đoàn làm phim nhằm thể hiện chân thực bản sắc Hàn Quốc thông qua hoạt hình nhân vật, chẳng hạn như "hình dạng miệng và hình dạng mắt rất Hàn Quốc".  Mặc dù các nhân vật nói tiếng Anh, nhưng Kang nói rằng các họa sĩ hoạt hình đã thiết kế "hình dạng miệng mà bạn chỉ có thể tạo ra nếu bạn là người Hàn Quốc và đang nói tiếng Hàn".

## Âm nhạc
Khi so sánh các bài hát của Huntr/x và Saja Boys, Appelhans giải thích rằng họ "muốn các ca khúc của Saja Boys phải cực kỳ hấp dẫn, nhưng hơi trống rỗng, như thể không có tâm hồn thực sự bên dưới" trái ngược với các bài hát "nhạy cảm và chân thật về mặt cảm xúc" của Huntr/x – "ý tưởng là phần bề mặt trái tim ta có thể bị ám ảnh bởi các chàng trai, nhưng phần sâu hơn lại bị lay động bởi các cô gái". Các bài hát gốc của bộ phim được sáng tác bởi Danny Chung, Ido, Vince, Kush, Ejae, Jenna Andrews, Stephen Kirk, Lindgren, Mark Sonnenblick và Daniel Rojas; phần sản xuất được thực hiện bởi Teddy Park, 24, Ido, Dominsuk, Andrews, Kirk, Lindgren và Ian Eisendrath. Marcelo Zarvos là người soạn nhạc cho bộ phim. Phần nhạc phim còn có sự góp giọng của Ejae, Audrey Nuna, Rei Ami, Andrew Choi, Kevin Woo, samUIL Lee, Neckwav và Lea Salonga. Nhạc phim được phát hành vào ngày 20 tháng 6 năm 2025, trong đó có đĩa đơn chính "Takedown" do Jeongyeon, Jihyo và Chaeyoung của Twice thể hiện.
Tại Hoa Kỳ, album nhạc phim có màn ra mắt cao nhất trên bảng xếp hạng Billboard 200 đối với nhạc phim phát hành năm 2025 và là nhạc phim đầu tiên của năm 2025 lọt vào top 10. Đây cũng là album nhạc phim hoạt hình có thứ hạng cao nhất trên bảng xếp hạng kể từ "Metro Boomin" trong Spider-Man: Across the Spider-Verse (2023) xếp hạng thứ bảy, và là nhạc phim đầu tiên của Netflix đạt vị trí số một trên Top Soundtracks trong khoảng hai năm. Theo BBC, Huntr/x và Saja Boys – với lần lượt các bài "Golden" và "Your Idol" – đứng đầu bảng xếp hạng Spotify của Hoa Kỳ với Huntr/x đạt "vị trí thứ hai trên bảng xếp hạng, vượt Blackpink để trở thành nhóm nhạc K-pop nữ có thứ hạng cao nhất", và Saja Boys đã vượt BTS để trở thành "nhóm nhạc K-pop nam có thứ hạng cao nhất trong lịch sử Spotify Hoa Kỳ". Tại Hàn Quốc, "Golden" đã trở thành bài hát thứ ba đạt được thành tích perfect all-kill năm 2025 trên các bảng xếp hạng của nước này.

## Ra mắt
Khi bộ phim được công bố lần đầu vào tháng 3 năm 2021, lịch phát hành vẫn chưa được ấn định.  Vào cuối tháng đó, bộ phim được liệt kê là sẽ phát hành theo loại hình rạp chiếu phim. Vào tháng 4 năm 2022, có thông tin cho rằng Netflix đã đăng ký chiếu bộ phim. Trong một cuộc phỏng vấn của Business Insider với Giám đốc điều hành Sony Pictures Tom Rothman, ông cho rằng bộ phim sẽ được ra mắt trên Netflix vào tháng 2 năm 2023. Vào tháng 6 năm 2024, có thông tin cho rằng bộ phim sẽ ra mắt vào năm 2025. Vào tháng 4 năm 2025, một họa sĩ hoạt hình đã tiết lộ rằng bộ phim sẽ được phát hành vào tháng 6, trong khi cuối tháng đó, ngày phát hành được ấn định là ngày 20 tháng 6 năm 2025. Ngoài việc phát trực tuyến trên Netflix, Thợ săn quỷ Kpop còn được phát hành giới hạn tại một số rạp chiếu phim ở California và New York. Billboard cho rằng việc này là "vừa đủ để đáp ứng các điều kiện rất cụ thể của Viện Hàn lâm Khoa học và Nghệ thuật Điện ảnh".

## Đón nhận
Trên trang web tổng hợp đánh giá Rotten Tomatoes, 96% trong số 56 bài phê bình được xác định là tích cực.  Nhìn chung các nhà bình luận đều đồng thuận ở nội dung: "Được hoạt hình hóa với năng lượng sôi động và màu sắc rực rỡ, Thợ săn quỷ Kpop là một tác phẩm giải trí gia đình vui nhộn, đi kèm với phần nhạc phim tuyệt vời." Trang Metacritic sử dụng công thức bình quân gia quyền, đã chấm bộ phim số điểm 76/100 dựa trên 6 nhà phê bình, cho thấy "nhìn chung là thuận lợi".
Viết cho tờ The New York Times, Brandon Yu bình luận rằng Thợ săn quỷ Kpop "là một thế giới độc đáo, quyến rũ, hài hước và đầy nghệ thuật", cho rằng phim "hài hước nhất khi nó chọc ngoáy vào văn hóa đại chúng được dàn dựng công phu, từ K-pop đến K-drama cho đến các cuộc thi ca hát được sản xuất hàng loạt". Matt Goldberg của TheWrap bình luận rằng cốt truyện sẽ "quá phức tạp nếu không có khiếu hài hước" xuyên suốt bộ phim, cho rằng phim "biết khi nào nên châm chọc các khuôn mẫu của K-pop và K-drama". David Tizzard của tờ The Korea Times gọi bộ phim là "cực kỳ hay" và ca ngợi cách bộ phim thể hiện văn hóa Hàn Quốc, nói rằng phim "lặng lẽ nắm bắt được kết cấu của cuộc sống hàng ngày với sự thân mật hiếm thấy trong nội dung toàn cầu".  Tizzard cũng bình luận rằng phim không chỉ là "một bức thư tình gửi đến K-pop" mà còn là "một cái nhìn sắc sảo, đôi khi không nao núng về nền văn hóa xung quanh nó". Yu thấy ý rằng bộ phim "có chung một kiểu dòng dõi" với Spider-Verse của Sony Pictures Animationvà mặc dù có "phong cách hình ảnh tương tự", nhưng điều mà bộ phim "vay mượn chủ yếu là một cảm giác điện ảnh toàn diện và kỹ thuật hơn" với hành động "mượt mà", nghệ thuật "ấn tượng" và âm nhạc đóng vai trò là "công cụ kể chuyện năng động". Isaiah Colbert từ Io9 cũng bình luận tương tự rằng "đội ngũ hoạt họa tại Sony Pictures Animation đã không hề tiết kiệm công sức, tiếp tục mang đến một bữa tiệc thị giác đầy mãn nhãn với phong cách hoạt họa rực rỡ và giàu chi tiết, nối tiếp thành công của Spider-Verse. Anh cũng nhấn mạnh thiết kế nhân vật “táo bạo và giàu biểu cảm”, cho phép nhóm Huntr/x chuyển mình linh hoạt từ hình tượng thần tượng lung linh thành “những cô gái dễ mến với nét tinh nghịch gần như quái chiêu”. Toussaint Egan của IGN cho rằng bộ phim "biết cách xử lý các vấn đề nghiêm túc mà không quá nghiêm túc, cùng với giá trị sản xuất tuyệt đẹp và các cảnh hành động thú vị, tạo nên một trải nghiệm hoàn toàn giải trí". Goldberg khen ngợi Maggie Kang và Chris Appelhans "vì đã hiểu rằng mặc dù bối cảnh của họ có thể kỳ quặc, họ vẫn phải coi những rủi ro là có thật". Viết cho Collider, Jeff Ewing cho rằng bộ phim có "một tiền đề giả tưởng điên rồ tuyệt đẹp" và có "truyền thuyết thú vị xung quanh quỷ dữ, âm nhạc và thợ săn, vừa mới lạ vừa có cảm giác phong phú". Viết cho Variety, Peter Debruge gọi bộ phim là "nhanh và hiệu quả", và trong khi "cốt truyện hài lãng mạn giữa người và quỷ có thể dễ đoán", anh cho rằng Thợ săn quỷ Kpop "giải trí hơn" Elio của Pixar.
Bình luận về dàn diễn viên lồng tiếng, Ewing cho rằng các nữ diễn viên lồng tiếng cho các thành viên của Huntr/x "có cá tính rõ ràng và một động lực tập thể mạnh mẽ", viết rằng "May Hong và Ji-young Yoo đã thành công trong vai Mira và Zoey" còn "Arden Cho mang đến một màn trình diễn giọng hát phức tạp và đầy cảm xúc trong vai chính Rumi"; ngoài ra, "Ahn Hyo-seop thật tuyệt vời trong vai Jinu, thủ lĩnh của một nhóm nhạc nam/ác quỷ thông minh, lôi cuốn". Colbert cũng khen ngợi "giọng nói phi thường của dàn diễn viên chính" cùng với "tính âm nhạc" đích thực của bộ phim, "đảm bảo rằng các bài hát rất hấp dẫn đến nỗi ngay cả những nhà phê bình K-pop miễn cưỡng nhất cũng sẽ gật gù và ngân nga theo điệp khúc". Ông cũng nhận xét rằng bộ phim "khám phá âm nhạc như một nơi trú ẩn và một hình thức thể hiện cảm xúc", tương tự như cả "Gấu đỏ biến hình" và, đáng ngạc nhiên là, Sinners", nhưng lưu ý rằng nó nổi bật bằng cách nắm bắt "thẩm mỹ anime của những cô gái phép thuật". Wilson Chapman từ IndieWire cho rằng khía cạnh "ấn tượng" nhất của âm nhạc trong phim là cách các đạo diễn Kang và Appelhans tìm ra "những cách thông minh, đa dạng để dàn dựng các bài hát" như một trận chiến với quỷ trong "How It's Done", một video âm nhạc "mô phỏng những nỗ lực tốn kém của các nhóm nhạc ngoài đời thực" trong "Golden", một đoạn phim sáng tạo trong "Takedown" và một "bài nhảy sôi động" trong "Soda Pop".  Chapman cho rằng "tính linh hoạt trong cách thể hiện sức mạnh âm nhạc của nó khiến cho những cạm bẫy K-pop không chỉ là một mánh lới ngớ ngẩn mà là một thành phần trung tâm và quan trọng trong cách kể chuyện của nó".  Debruge lưu ý rằng "vì bộ phim nhanh nhẹn, nhảy từ thể loại này được đặt trong thế giới K-pop" nên khán giả có thể không nhận ra rằng họ đang "xem một vở nhạc kịch". Ông cũng nhấn mạnh "những người bạn đồng hành là động vật đáng yêu, có hình dạng một con quỷ hổ cười toe toét và một con chim đen đội một chiếc gat (mũ) nhỏ, cả hai đều được thiết kế trông giống như chúng bước ra từ văn hóa dân gian Hàn Quốc". Tizzard tuyên bố rằng việc đưa chim ác là và hổ vào không phải là một "sự cường điệu tùy tiện", mà thay vào đó là "trích dẫn trực tiếp từ truyền thống nghệ thuật dân gian của Hàn Quốc" mà bộ phim "diễn giải lại ... với tình cảm". Egan nhấn mạnh rằng "các cảnh chiến đấu, với vũ đạo hào nhoáng và sức sống mang hơi hướng anime, dựa nhiều vào các tiết mục âm nhạc có các bài hát gốc do một danh sách các nghệ sĩ phương Tây nổi tiếng và trụ cột của Kpop chấp bút" và rằng đó là một "bộ phim giả tưởng hành động xa hoa về mặt hình ảnh với những màn vỗ ngực chân thành chắc chắn sẽ khiến những người hâm mộ nhạc kịch hoạt hình nhiệt thành trở thành người hâm mộ cuồng nhiệt". Tizzard nhấn mạnh rằng âm nhạc được "sản xuất bởi những người có tầm ảnh hưởng thực sự trong ngành", nói rằng "âm nhạc thật tuyệt vời" và nó "được pha trộn với sắc thái trữ tình và kết hợp liền mạch với câu chuyện". Tương tự, Goldberg để ý rằng các bài hát "bắt tai" cũng có những yếu tố cốt truyện "nhằm duy trì sự kịch tính xuyên suốt bộ phim".
Angela Garcia của tạp chí SLUG cho rằng do thời lượng phim ngắn, Thợ săn quỷ Kpop sẽ "khiến bạn cảm thấy như bộ phim chỉ mới khám phá bề nổi của cả thế giới lẫn các nhân vật". Garcia giải thích rằng "bằng một cách nào đó, đây là minh chứng cho cách xây dựng thế giới hấp dẫn và các nhân vật đáng mến, bởi vì khán giả muốn tìm hiểu thêm và dành nhiều thời gian hơn cho câu chuyện và các nhân vật này", tuy nhiên, "nó cũng cho thấy nhiều ý tưởng bị bỏ dở". Chapman cũng nhấn mạnh đến thời lượng phim ngắn, mà ông cho rằng vừa là "điểm cộng" vừa là "khuyết điểm chết người" của bộ phim – do diễn biến phim nhanh mà phim thiếu chiều sâu ở một số điểm, chẳng hạn như việc Mira và Zoey bị "cốt truyện bỏ ngỏ", "không đào sâu đủ vào sự oán giận mà Rumi dành cho ... Celine", và một "cao trào vội vã...hơi thất vọng" với "một cái kết quá dễ dãi, không mang lại cho những cô gái đáng yêu này một kết thúc thỏa đáng". Tương tự như vậy, lời chỉ trích chính của Colbert là một kết cục "quá tiện lợi" vì cái kết "được gắn kết quá gọn gàng đến mức mất đi một phần chiều sâu mà bối cảnh đã hứa hẹn". Ewing cho rằng bộ phim lẽ ra nên dành nhiều thời gian hơn để khai thác “đời sống cảm xúc của các nhân vật phụ” và nhấn mạnh rằng khán giả đã “bị thiệt thòi khi câu chuyện nền rất quan trọng của Rumi không được đào sâu đúng mức”. Goldberg cũng chỉ ra đôi lúc phim gặp phải sự “chệch tông đột ngột” và giải thích rằng “không hẳn là phim cần loại bỏ yếu tố cảm xúc, nhưng nếu đã chọn hướng đi đó, thì đáng lẽ nên xây dựng tuyến phát triển rõ nét hơn cho Zoey và Mira – những người phần lớn chỉ đóng vai trò gây cười cho đến cao trào cuối phim.”

## Tương lai
Trong một cuộc phỏng vấn với Screen Rant, đạo diễn Maggie Kang bày tỏ mong muốn làm phần tiếp theo và ngoại truyện để đa dạng hóa thế giới của bộ phim. Cô nói rằng nhiều câu hỏi mới chưa có lời giải thỏa đáng và "còn rất nhiều ngóc ngách mà chúng ta có thể khám phá". Đạo diễn Chris Appelhans nói với tờ People rằng "có rất nhiều câu hỏi chưa được trả lời, theo cách tích cực, và cũng có rất nhiều hướng đi mà có thể trở thành một câu chuyện riêng." Tháng 7 năm 2025, TheWrap đưa tin rằng, sau thành công của Thợ săn quỷ Kpop, Netflix đã cân nhắc một số dự án tiếp theo cho thương hiệu, trong đó gồm hai phần tiếp theo của bộ phim, một bộ phim truyền hình, một phim ngắn và một vở nhạc kịch sân khấu.

## Liên kết
- Website chính thức
- Thợ săn quỷ Kpop trên Netflix
- Thợ săn quỷ Kpop trên Internet Movie Database